# آلة تصويت
آلة التصويت هي جهاز يُستخدم لتسجيل الأصوات في الانتخابات دون الحاجة إلى أوراق. كانت أولى آلات التصويت ميكانيكية، لكن استخدام الآلات الإلكترونية أصبح أكثر شيوعًا في الوقت الحالي. تقليديًا، تُعرف آلة التصويت بناءً على آلية عملها، وما إذا كانت تقوم بإحصاء الأصوات في كل مركز اقتراع على حدة أو مركزيًا. يجدر التمييز بين آلات التصويت وآلات الفرز، حيث تقوم الأخيرة بعدّ الأصوات المسجلة على بطاقات ورقية.
تختلف آلات التصويت من حيث سهولة الاستخدام، والأمان، والتكلفة، والسرعة، والدقة، وقدرتها على تمكين الجمهور من الإشراف على العملية الانتخابية. كما قد تكون هذه الآلات أكثر أو أقل ملاءمة للناخبين ذوي الإعاقات المختلفة.
يكون إحصاء الأصوات أبسط في الأنظمة البرلمانية، حيث تحتوي بطاقات الاقتراع عادةً على خيار واحد فقط، وغالبًا ما تُفرز هذه الأصوات يدويًا. أما في الأنظمة السياسية الأخرى التي تتضمن العديد من الخيارات على نفس البطاقة، فعادةً ما تُستخدم الآلات لتسريع عملية الإحصاء وتقديم النتائج بشكل أسرع.

## الآلات التاريخية
في أثينا القديمة (القرن الخامس والرابع قبل الميلاد)، كان التصويت يتم باستخدام حصى بألوان مختلفة تُوضع في جرار، ولاحقًا باستخدام علامات برونزية تم تصنيعها وختمها رسميًا من قبل الدولة. استخدمت هذه الطريقة لاختيار المناصب، والإجراءات القضائية، ونظام النفي السياسي. أما أول استخدام للأوراق الانتخابية فكان في روما عام 139 قبل الميلاد، واستخدمت لأول مرة في الولايات المتحدة عام 1629 لاختيار قسيس لكنيسة سالم.

### التصويت الميكانيكي

#### الكرات
كانت أول مقترح رئيسي لاستخدام آلات التصويت من قبل حركة الميثاقية في المملكة المتحدة عام 1838. طالبت الوثيقة الإصلاحية ميثاق الشعب بحق الاقتراع العام والاقتراع السري، مما تطلب تغييرات كبيرة في العملية الانتخابية. وصف الشارتيون كيفية تنفيذ هذه الإصلاحات في جداول مفصلة تضمنت وصفًا لآلة التصويت المستخدمة في مراكز الاقتراع.
آلة التصويت الميثاقية، التي يُنسب تصميمها إلى بنيامين جولي من باث، سمحت لكل ناخب بالإدلاء بصوت واحد في سباق واحد. كان الناخب يُدلي بصوته بإسقاط كرة نحاسية في الفتحة المخصصة للمرشح المطلوب. تضمنت الآلة عدادًا ميكانيكيًا يحسب الأصوات لكل مرشح، ثم تخرج الكرة من الجهة الأمامية ليستخدمها الناخب التالي.

#### الأزرار
في عام 1875، حصل هنري سبريت من كنت على براءة اختراع أميركية لآلة تصويت تعرض بطاقة الاقتراع على شكل صف من الأزرار، زر لكل مرشح. صُممت هذه الآلة لتناسب الانتخابات البريطانية النموذجية حيث تقتصر البطاقة على سباق واحد.
أما في الولايات المتحدة، فقد سجل أنتوني بيرانيك من شيكاغو في عام 1881 براءة اختراع لأول آلة تصويت مناسبة للانتخابات العامة. قدمت الآلة بطاقة اقتراع مع أزرار موزعة في صفوف لكل منصب وأعمدة لكل حزب. تضمنت الآلة نظامًا يمنع التصويت لأكثر من مرشح واحد لكل سباق، كما أُضيفت آلية لإعادة ضبط الجهاز تلقائيًا عند مغادرة الناخب كشك التصويت.

#### الرموز المعدنية
في عام 1907، حصل المخترع الإيطالي يوجينيو بوغجيانو على براءة اختراع البيسيفوغراف، وهو جهاز يعمل بإسقاط رمز معدني في واحدة من عدة فتحات مميزة. كان الجهاز يقوم تلقائيًا بإحصاء الرموز المعدنية المودعة في كل فتحة. تم استخدام هذا الجهاز لأول مرة في مسرح بروما لتقييم ردود فعل الجمهور على مسرحية، حيث كانت الخيارات "جيد"، "سيئ"، و"محايد".

#### الحواسيب التناظرية
في عام 1910، صممت لينا وينسلو آلة تصويت تميزت بتقديم أسئلة كاملة على بطاقة الاقتراع للرجال وجزئية للنساء، نظرًا لأن النساء كان لديهن حقوق تصويت محدودة في ذلك الوقت. تضمنت الآلة بابين، أحدهما مكتوب عليه "للرجال" والآخر "للنساء". الباب المستخدم للدخول كان ينشط مجموعة من الأذرع والمفاتيح التي تعرض البطاقة الكاملة للرجال والجزئية للنساء.

#### الأقراص
بحلول يوليو 1936، قامت شركة آي بي إم بميكنة عملية التصويت والفرز للانتخابات ذات النظام الانتخابي القائم على التفضيل الفردي. باستخدام سلسلة من الأقراص، يمكن للناخب تسجيل ما يصل إلى 20 تفضيلًا مرتّبًا على بطاقة مثقبة. منعت الآلة الناخب من إفساد بطاقته من خلال تخطي الترتيب أو تكرار نفس الترتيب. آلة عد البطاقات المثقبة كانت قادرة على فرز 400 بطاقة في الدقيقة.

#### الأذرع
كانت آلات الأذرع شائعة الاستخدام في الولايات المتحدة حتى التسعينيات. في عام 1889، حصل جاكوب مايرز من روتشستر نيويورك على براءة اختراع لآلة تصويت تعتمد على تصميم أنتوني بيرانيك لعام 1881. شهدت الآلة أول استخدام لها في لوكبورت، نيويورك، عام 1892. بحلول عام 1894، أدخل سيلفانوس ديفيس ذراع التصويت للحزب الواحد وسهّل الآليات التي تمنع التصويت لأكثر من مرشح في كل انتخابات.
في عام 1900، تأسست شركة "ستاندرد الأميركية لآلات التصويت"، لتوحيد براءات الاختراع الخاصة بمايرز وديفيس وجيليسبي. بحلول عشرينيات القرن العشرين، كانت هذه الشركة تحتكر سوق آلات التصويت الميكانيكية. كانت نيويورك آخر ولاية تتخلى عن استخدام هذه الآلات تحت أمر قضائي في خريف 2009.

### التصويت بالبطاقات المثقبة

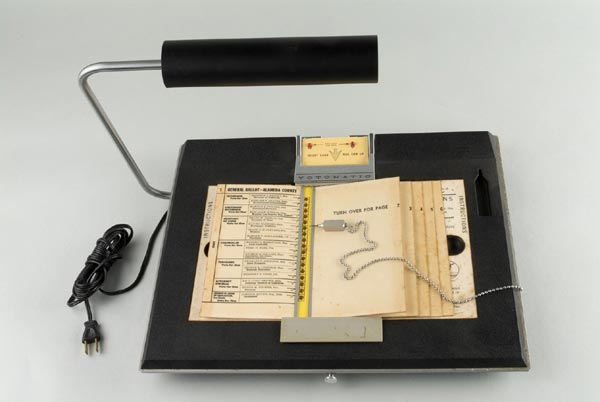
جهاز تسجيل الأصوات الفوتوماتك، وهو عبارة عن آلة تصويت ببطاقة مثقبة تم تطويرها في منتصف الستينيات.

تُستخدم أنظمة التصويت بالبطاقات المثقبة بطاقات يتم ثقبها بواسطة جهاز وضع علامات التصويت. تُظهر الأجهزة عادةً بطاقة توضح أسماء المرشحين أو القضايا المرتبطة بكل موضع تثقيب. بعد التصويت، يمكن وضع البطاقة في صندوق اقتراع أو تغذيتها في جهاز لفرز الأصوات في مركز الاقتراع.
بدأت فكرة التصويت عبر تثقيب البطاقات في تسعينيات القرن التاسع عشر، واستمر تحسينها في العقود اللاحقة. في عام 1965، طور جوزيف بي. هاريس نظام فوتوماتيك (Votomatic). كان هذا النظام ناجحًا للغاية، حيث تم استخدامه في 37.3% من الأصوات المسجلة في الانتخابات الرئاسية الأميركية لعام 1996.
ومع ذلك، اكتسبت هذه الأنظمة سمعة سيئة خلال انتخابات 2000 الأميركية بسبب مشكلات في استخدامها بولاية فلوريدا، ما دفع لإصدار قانون "ساعد أميركا على التصويت" لعام 2002 الذي حظر فعليًا استخدام بطاقات الاقتراع المثقبة. تم استخدام هذه الأنظمة لآخر مرة في مقاطعتين بولاية أيداهو خلال انتخابات 2014.

## آلات التصويت الحالية
آلة التصويت الإلكترونية هي جهاز تصويت يعتمد على الإلكترونيات.
توجد تقنيتان رئيسيتان: المسح الضوئي والتسجيل المباشر (DRE).

### المسح الضوئي
في نظام التصويت باستخدام المسح الضوئي، أو ما يُعرف بنظام العلامات الحساسة، يتم تحديد اختيارات كل ناخب على ورقة أو أكثر، ثم تمر هذه الأوراق عبر جهاز ماسح ضوئي. يقوم الماسح الضوئي بإنشاء صورة إلكترونية لكل بطاقة اقتراع، ثم يفسرها ويعد الأصوات لكل مرشح، وعادةً ما يخزن الصورة للمراجعة لاحقًا.
قد يقوم الناخب بتحديد اختياراته مباشرة على الورقة، عادة في موقع معين لكل مرشح. أو قد يختار الناخب من شاشة إلكترونية، التي تقوم بعد ذلك بطباعة الأسماء المختارة، بالإضافة إلى رماز قضباني أو رمز استجابة سريعة يلخص جميع الاختيارات، على ورقة توضع في الماسح الضوئي.
تم العثور على مئات الأخطاء في أنظمة المسح الضوئي، بدءًا من إدخال بطاقات الاقتراع بشكل مقلوب، أو مرور عدة بطاقات معًا في العد المركزي، وانسداد الأوراق، أو الحساسات المعطلة أو المسدودة أو المسخنة التي تفسر بعض أو جميع البطاقات بشكل غير صحيح، والطباعة التي لا تتوافق مع البرمجة، والأخطاء البرمجية، وفقدان الملفات.

### التسجيل المباشر الإلكتروني (DRE)

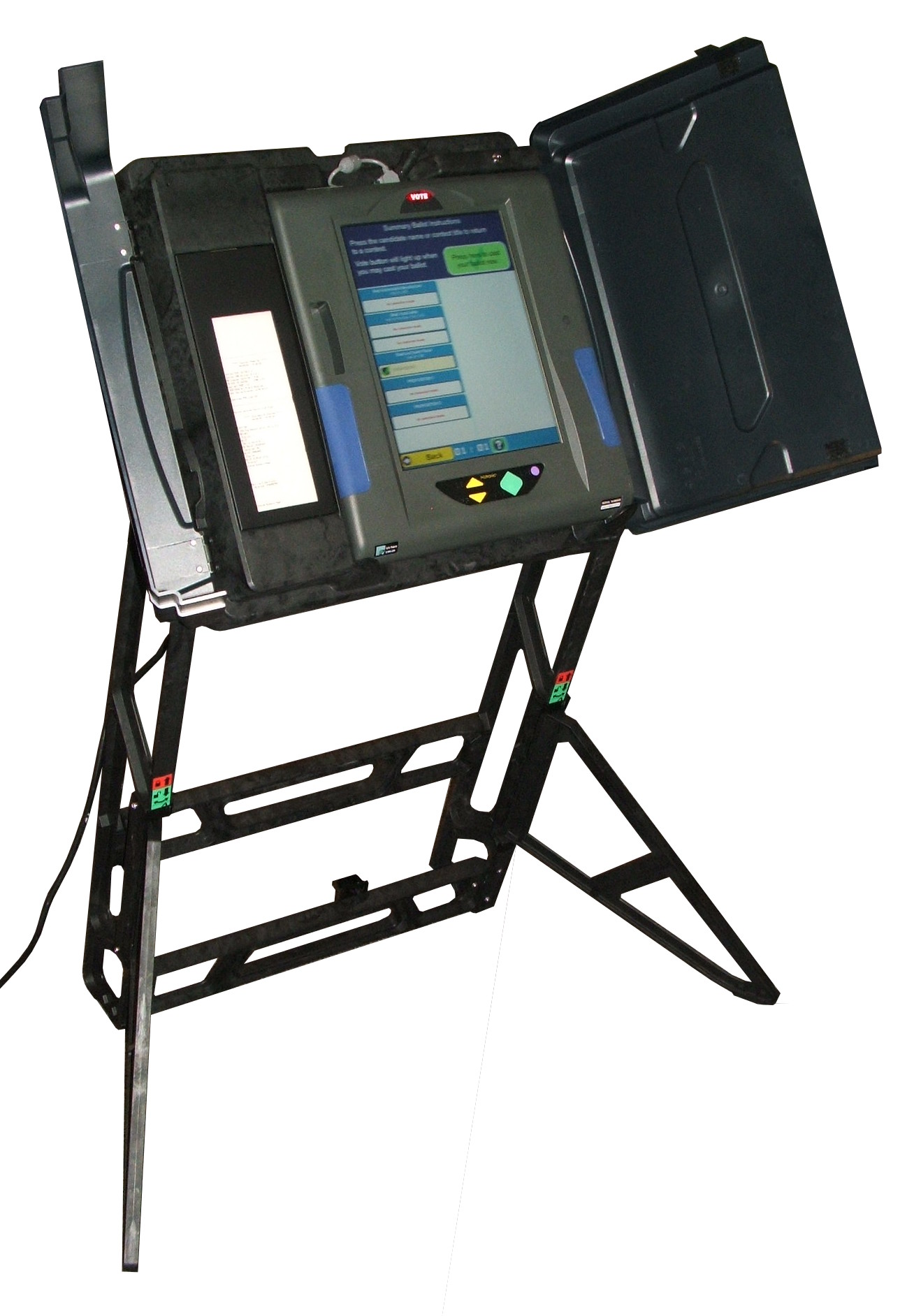
جهاز التسجيل المباشر الإلكتروني مع ورقة للتحقق منها من قبل الناخب (VVPAT)

في نظام جهاز تصويت التسجيل المباشر، تعرض شاشة اللمس اختيارات للناخب، الذي يختار الخيارات، ويمكنه تغيير رأيه كما يشاء قبل الإدلاء بصوته. يقوم الموظفون بتهيئة كل ناخب مرة واحدة على الجهاز لتجنب التصويت المتكرر. يتم تسجيل بيانات التصويت في مكونات الذاكرة، ويمكن نسخها في نهاية الانتخابات.
تطبع معظم هذه الأجهزة أيضًا أسماء المرشحين المختارين على الورق ليتحقق منها الناخب، على الرغم من أن بعض الدراسات أظهرت أن أقل من 40% من الناخبين يفعلون ذلك. تُخزن بطاقة الاقتراع الورقية، سواء كانت شريط ورقي أو أوراق اقتراع منفصلة، بشكل آمن، مما يخلق مسار تدقيق ورقي معتمد من قبل الناخب (VVPAT) يمكن استخدامه للمراجعات الانتخابية وإعادة فرز الأصوات إذا لزم الأمر.
بالنسبة للأجهزة التي لا تحتوي على مسار تدقيق ورقي معتمد من قبل الناخب، لا يوجد سجل للتحقق من الأصوات الفردية. أما بالنسبة للأجهزة التي تحتوي عليه، فإن التحقق يكون أكثر تكلفة من استخدام بطاقات الاقتراع الورقية، لأن الموظفين غالبًا ما يضيعون مكانهم على الورق الحراري الرقيق في لفات طويلة مستمرة، والطباعة تحتوي على كل تغيير من قبل كل ناخب، وليس فقط قراراتهم النهائية.
شملت المشكلات إمكانية الوصول العام إلى البرنامج عبر الإنترنت قبل تحميله في الآلات لكل انتخابات، والأخطاء البرمجية التي تدرج مرشحين مختلفين عما اختاره الناخبون. وقد قضت المحكمة الدستورية الفيدرالية في ألمانيا بعدم السماح باستخدام الآلات الحالية لأنها لا يمكن مراقبتها من قبل الجمهور.
وفقًا لعالم الكمبيوتر بجامعة آيوا، دوغلاس جونز، وهو متخصص في استخدام الكمبيوتر في الانتخابات، لم يتم العثور على أي دليل على اختراقات لأجهزة التصويت الإلكترونية في الاستخدام العام، على الرغم من أنه تم تحقيق بعض الاختراقات في بيئات مختبرية محكومة.